# Nelling
Nelling – miejscowość i gmina we Francji, w regionie Grand Est, w departamencie Mozela.
Według danych na rok 1990 gminę zamieszkiwało 235 osób, a gęstość zaludnienia wynosiła 32 osób/km² (wśród 2335 gmin Lotaryngii Nelling plasuje się na 811. miejscu pod względem liczby ludności, natomiast pod względem powierzchni na miejscu 804.).